# Егоров, Анатолий Васильевич (1926)
Анатолий Васильевич Егоров (29 июня 1926 — 29 июля 2003) — советский и российский инженер-физик в системе атомной промышленности. Главный физик Приборостроительного завода МСМ СССР—МАЭ РФ (1962—1998). Почетный гражданин города Трехгорный (1996).

## Биография
Родился 29 июня 1926 года в городе Серпухове Московской области.
С 1943 года участник Великой Отечественной войны — краснофлотец, командир отделения и механик линкора «Архангельск» отряда кораблей Северного флота ВМФ СССР. 6 сентября 1944 года и 2 мая 1949 года за выполнение ответственного, специального задания дважды был награждён медалью «За боевые заслуги». С 1950 года в запасе.
С 1958 года после окончания Московского инженерно-физического института работал на закрытых объектах атомной промышленности — инженер-физик и руководитель лаборатории по эксплуатации аппаратуры для реакторов химкомбината «Маяк» МСМ СССР в городе Челябинск-40.
С 1962 по 1998 годы работал главным физиком Приборостроительного завода в городе Златоуст-36. Работая главным физиком внёс большой вклад в организацию на ПСЗ служб ядерной и радиационной безопасности и был одним из организаторов отраслевой лаборатории обработки специальных материалов. С 1983 года параллельно с основной деятельностью читал лекции по ядерной и радиационной безопасности в ЦИПК МСМ СССР и являлся членом Ядерного общества.В 1986 году по поручению директора ПСЗ А. Г. Потапова был одним из организаторов по подготовке специалистов ПСЗ для отправки в зону аварии на Чернобыльскую АЭС.
Умер 29 июля 2003 года, похоронен в городе Трёхгорный.

## Награды
- Орден Дружбы Народов (1983)
- Орден Отечественной войны 2-й степени (1985)
- Две медали «За боевые заслуги» (1944, 1949)
- Медаль «За оборону Советского Заполярья» (1944)
- Медаль «За трудовое отличие» (1978)

## Память
- В 1996 году А. В. Егорову присвоено звание Почетный гражданин города Трехгорный

## Труды
- Егоров, Анатолий Васильевич. Ветераны о войне и о себе: сборник/Правительственное задание. — Трёхгорный: Гор. тип.; Гор. Совет ветеранов, 1997. — С. 68—73. — 280 с.